# 野寒布岬

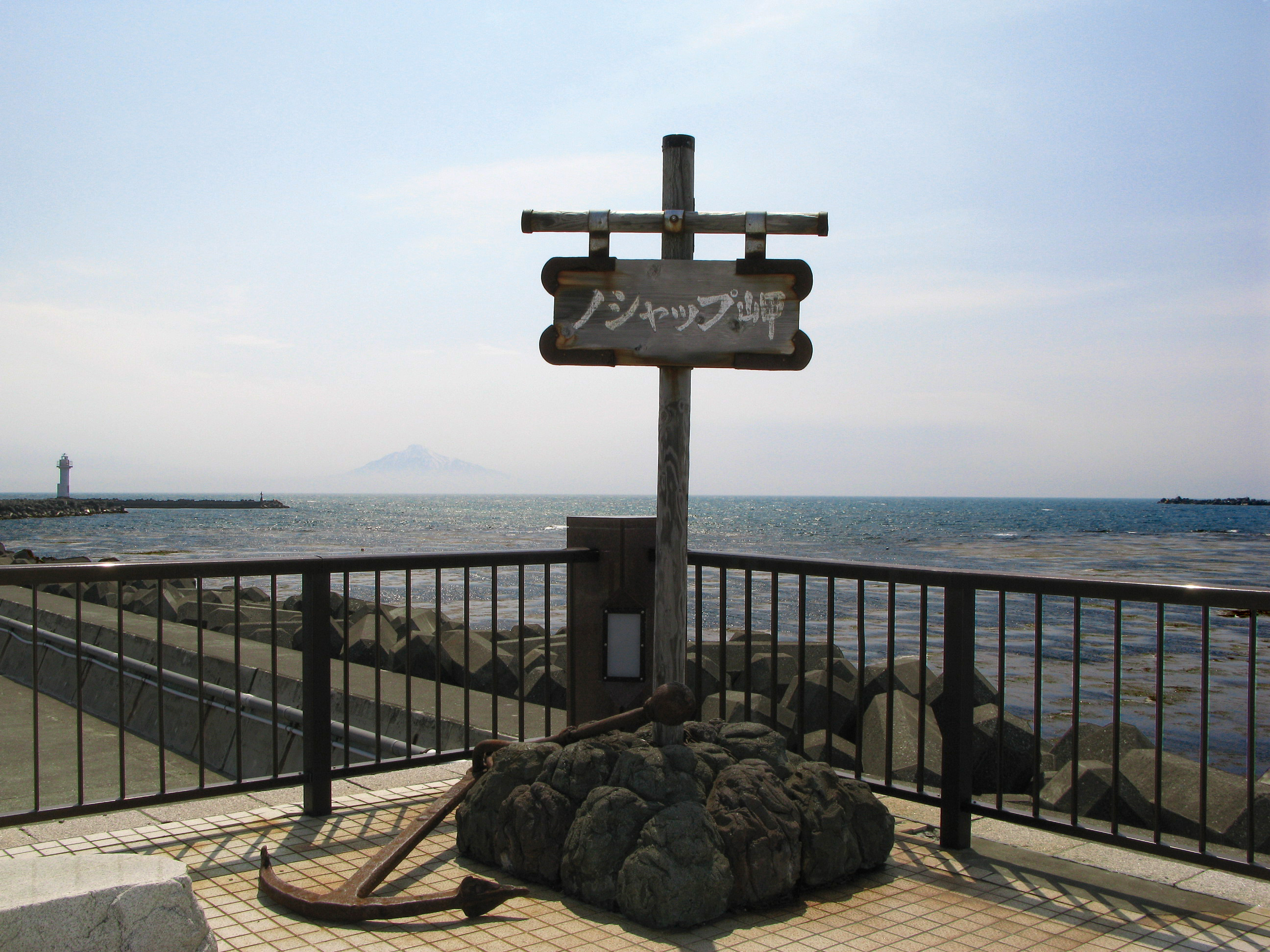
初夏の野寒布岬

野寒布岬（のしゃっぷみさき）は、北海道稚内市・ノシャップにある岬である。

## 地名
アイヌ語に由来し、原義は「ノッサㇺ（not-sam）」（顎〔＝岬〕の・そば）ではないかとされている。これが後年、語尾の m が p に訛り、現在の形となったと考えられる。
「ノシャップ岬」とカナで表記することも多い。

## 地理

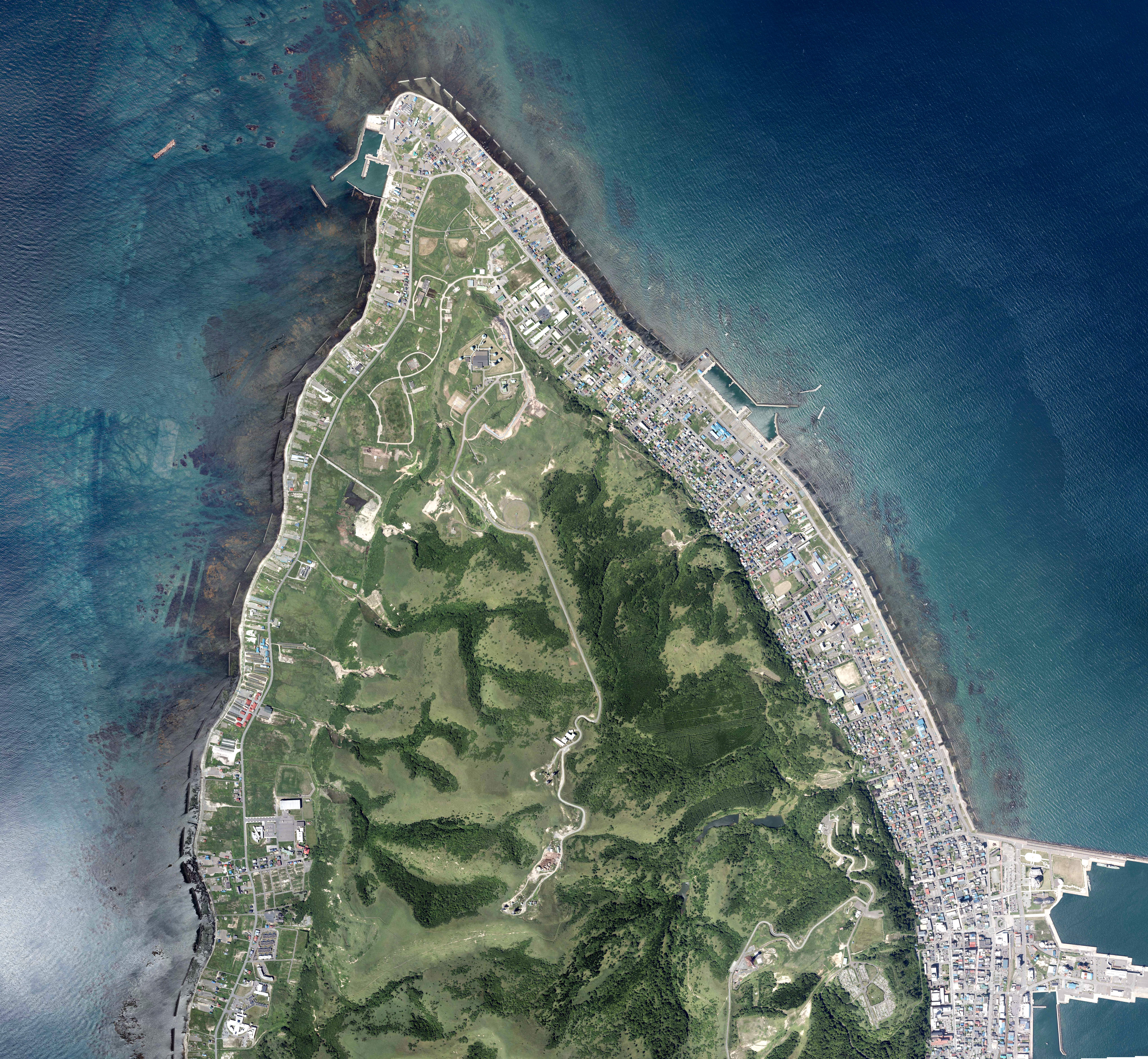
野寒布岬周辺の空中写真。2018年7月17日撮影の12枚を合成作成。。

日本海から宗谷湾を区切り、湾の対端に本土最北端の岬として知られる宗谷岬が位置している。
付近には稚内灯台があり、晴れた海霧の立たない日には利尻島（利尻富士）、礼文島が望める。
灯台の南西よりにある恵山泊漁港公園には「ノシャップ岬の碑」の他に「イルカのモニュメント」が設置されているが、これはイルカが宗谷海峡を通過したという昔話に基づいており。近年にも周辺ではクジラやイルカやシャチやアザラシやオットセイやトドといった海獣が確認されている。
灯台・漁港公園に隣接して稚内市立ノシャップ寒流水族館、稚内市青少年科学館、みやげ物店などが居並ぶ。
2007年度は約14万人の観光客が訪れている。

## 交通アクセス
- JR宗谷本線 稚内駅より北へ5km 宗谷バスバス停「ノシャップ」から北へ徒歩5分。

## 周辺施設
- 稚内灯台
- 稚内市立ノシャップ寒流水族館
- 稚内市青少年科学館
- 稚内分屯地

## 野寒布岬を舞台とした作品
- 喜びも悲しみも幾歳月

## 関連画像

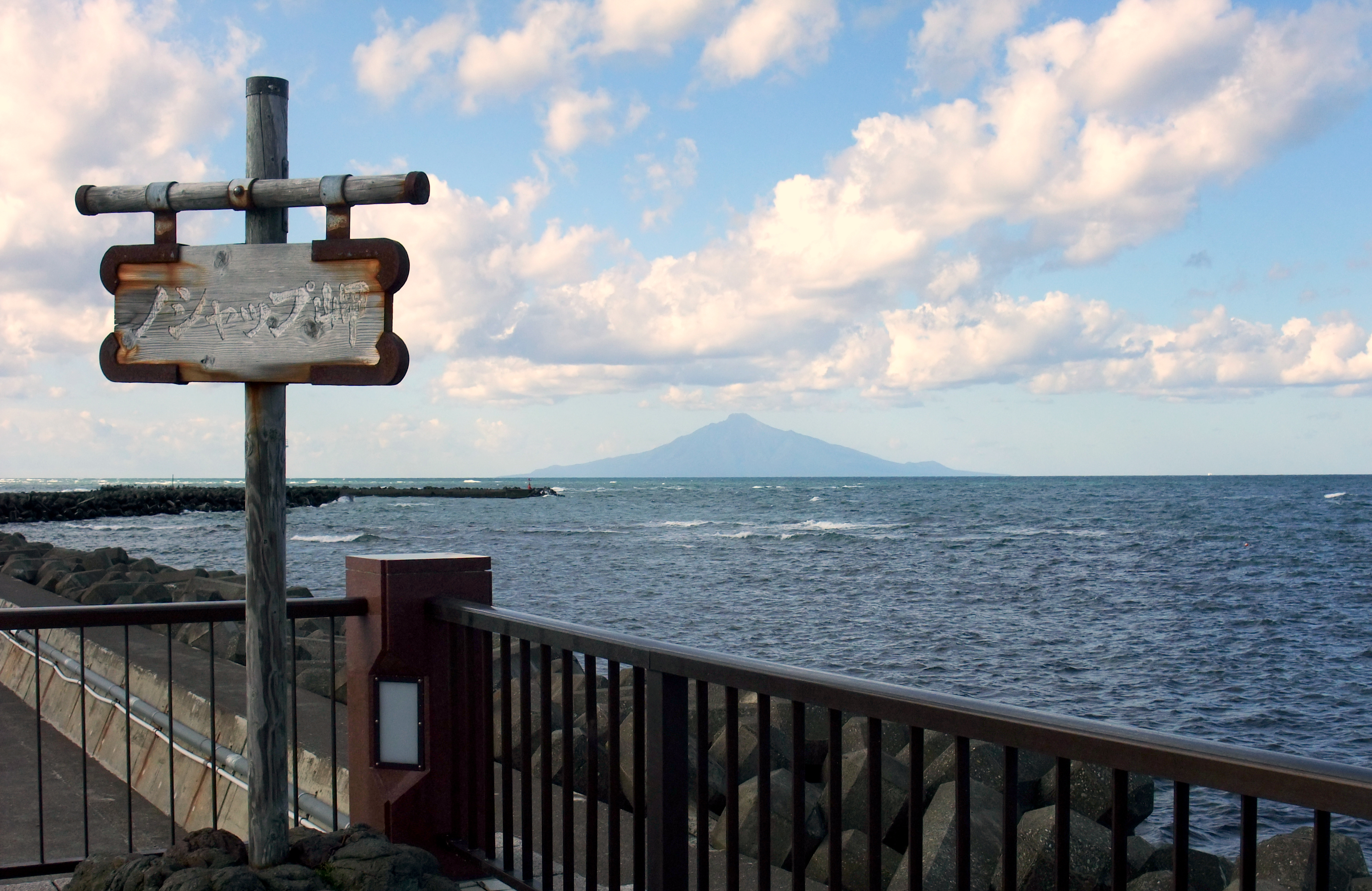
野寒布岬
野寒布岬のイルカ像
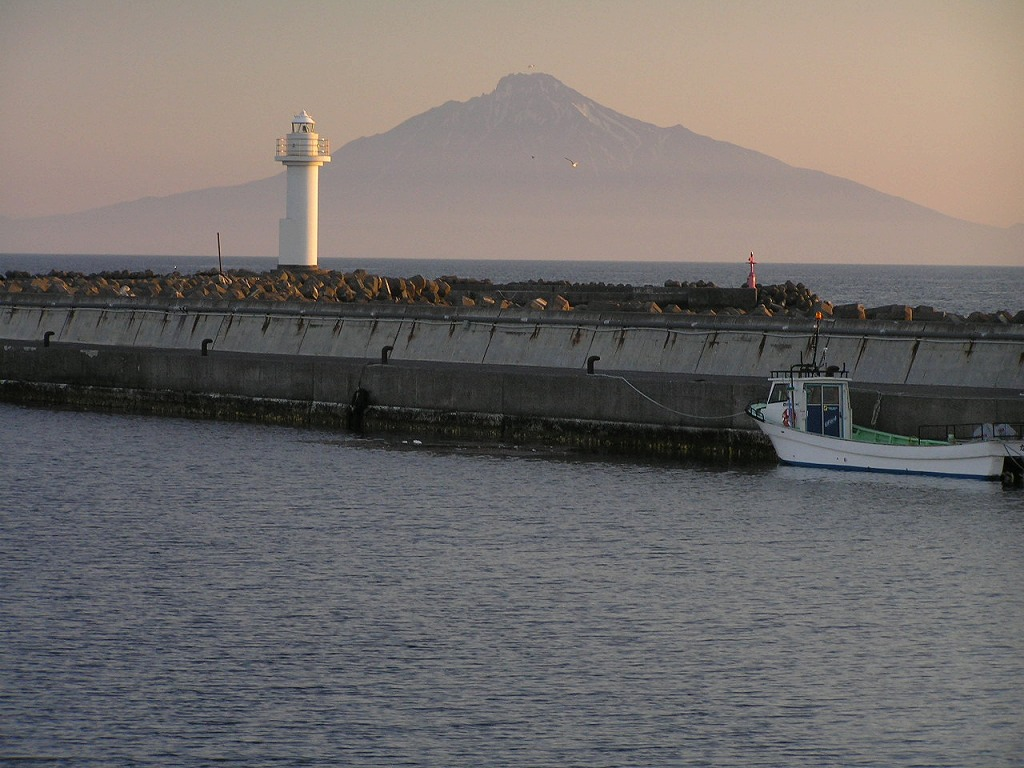
野寒布岬から見る利尻富士
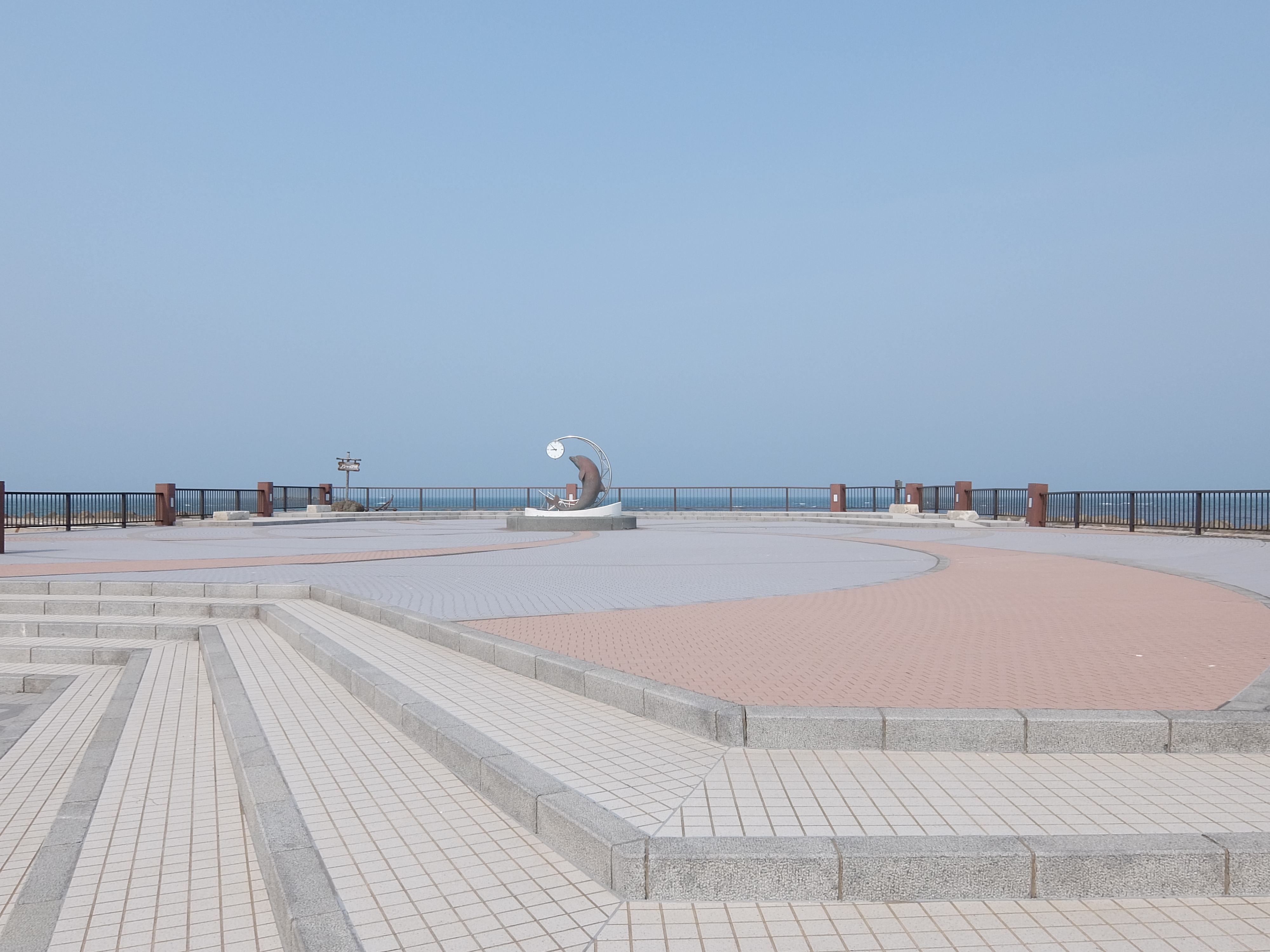
恵山泊漁港公園
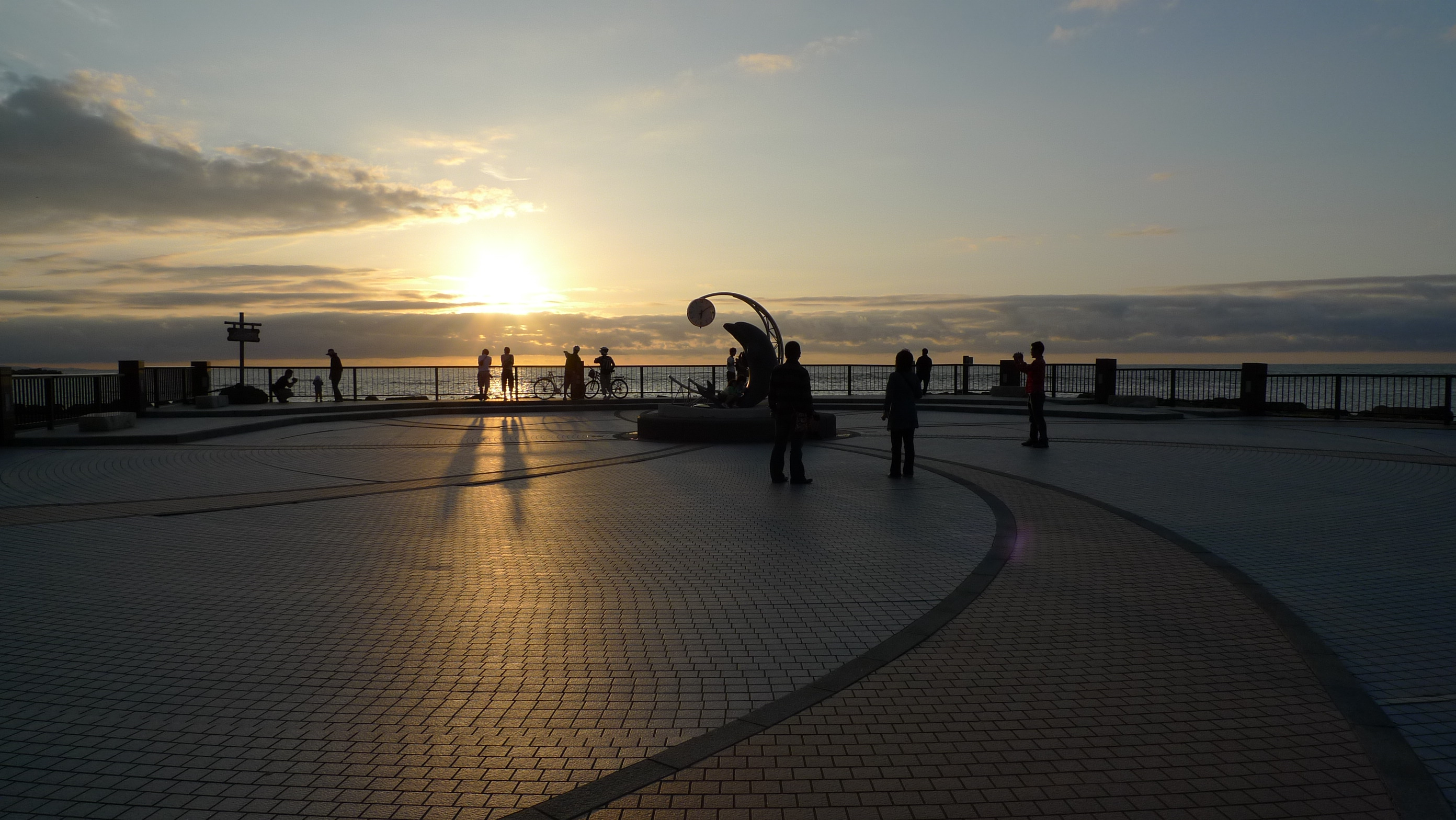
夕暮れの野寒布岬